# Andre Soriano
Andre Soriano (Manila, 17 de septiembre de 1970) es un diseñador de moda estadounidense especializado en alta costura y vestidos de novia. También es una estrella de telerrealidad. Es conocido además por ser un ferviente partidario del ex presidente de los Estados Unidos, Donald Trump.

## Televisión
En 2013, compitió en la primera temporada de Styled to Rock, quedando en séptimo lugar.

## Moda
El primer desfile de Andre Soriano fue en la Semana de la Moda de San Diego. En 2014, Soriano apareció en Style Fashion Week L.A., conocida oficialmente como Los Angeles Fashion Week, mostrando su colección de pre-otoño. Sus modelos incluyeron celebridades como Jessica Sánchez y María Conchita Alonso. Fue elogiado por su colección Hieiress en Style Fashion Week.
La línea de trajes de baño de Soriano ha sido usada por Maitland Ward. También es conocido por su ropa nupcial de lujo. Soriano diseñó un vestido para la cantante Joy Villa para los Premios Grammy 2015, hecho completamente con cercas de construcción de color naranja que atrajo la atención de los medios. También apareció en Vanity Fair por un vestido que hizo para Christianne Christensen.

## Política
Soriano ha hablado abiertamente sobre temas LGBT. Siendo partidario del presidente de los Estados Unidos, Donald Trump, diseñó un vestido para Joy Villa para los Premios Grammy 2017 en apoyo de la campaña presidencial de Trump de 2016.
En 2020, Soriano volvió a crear un vestido usado por Villa en apoyo de la campaña presidencial 2020 de Donald Trump.